# Gymnasieskolernes Lærerforening
Gymnasieskolernes Lærerforening (GL) er en dansk faglig organisation, der blev stiftet i 1890. GL har således rødder tilbage til fagbevægelsens start.
GL's medlemmer er karakteriseret ved, at de underviser eller ønsker at undervise ved de gymnasiale uddannelser (EUX, HHX, HF Enkeltfag, HF 2 årigt, HTX, IB, STX og Studenterkurser).
GL har til formål at fremme medlemmernes kollektive og individuelle interesser i arbejdslivet og at styrke de gymnasiale uddannelser.
Medlemmerne er typisk arbejdsløshedsforsikrede i MA, og ifølge overenskomsten med arbejdsgiverne er de medlemmer af AkademikerPension (indtil 1. september 2020 MP-pension), som de deler med Dansk Magisterforening og Dansk Psykologforening.
GL er en del af hovedorganisationen Akademikerne (tidligere AC), som repræsenterer ca. 480.000 akademikere i Danmark. Akademikerne er med i forhandlingsfællesskabet CFU (Centralorganisationernes Fællesudvalg).
GL er medlem af Danske Underviserorganisationers Samråd (DUS). Desuden er GL medlem af Nordisk Lærersamarbejde (NLS), som er en sammenslutning af lærerorganisationer fra de nordiske lande. GL er også medlem af European Trade Union Committee for Education (ETUCE), der især varetager lærernes interesser over for EU. ETUCE er den europæiske region i Education International (EI), der globalt organiserer godt 32 mio. lærere.
GL udgiver et fagblad, Gymnasieskolen, som udkommer seks gange om året. Bladet indeholder artikler om pædagogiske, faglige og arbejdsmæssige spørgsmål, som er relevante for gymnasielærere. Bladet har også en hjemmeside, hvor man kan finde nyheder, debat og baggrund om det gymnasiale område.
GL uddanner tillidsvalgte, arrangerer kurser og seminarer for sine medlemmer, samt deltager i forskellige udvalg og arbejdsgrupper omkring det gymnasiale område.

## Forpersoner
| Forperson                     | Periode   |
| Henrik Sophus Smith           | 1890-1898 |
| Peter Jacob Petersen          | 1898-1901 |
| Emil Sloman                   | 1902      |
| Bartholomæus Hoff             | 1902-1904 |
| Peter Elmqvist                | 1904-1913 |
| Kristen Simonsen              | 1913-1916 |
| Georg Marius Bruun            | 1916-1923 |
| Søren Julius Nielsen          | 1923-1930 |
| Christen Laurits Christiansen | 1930-1937 |
| Einer Thorstensen Torsting    | 1937-1941 |
| Poul Hugo Bohn                | 1941-1944 |
| Frederik Bøgh                 | 194-1945  |
| Sigurd Højby                  | 1945-1952 |
| Willy Fritz Hellner           | 1952-1956 |
| Jens Karl Olsen               | 1956-1958 |
| Erik Rasmussen                | 1958-1959 |
| Bernhardt Severin Baunsgaard  | 1959-1964 |
| Søren Brogård                 | 1964-1972 |
| Kort Stolt                    | 1972-1979 |
| Lavst Riemann Hansen          | 1979-1987 |
| Birgit Smedegaard Olesen      | 1987-1991 |
| H C Thomsen                   | 1991-1993 |
| Kama Kolding                  | 1994-1995 |
| Per Skafsgaard                | 1996-1999 |
| Gorm Leschly                  | 2000-2013 |
| Annette Nordstrøm Hansen      | 2014-2018 |
| Tomas Kepler                  | 2019-     |